# ミヤマウズラ
ミヤマウズラ（深山鶉、学名：Goodyera schlechtendaliana）はラン科シュスラン属の常緑の多年草。日本の地生のラン。

## 特徴
茎は地を這い、節ごとに根を張る。葉は、長さ2-4cm、幅1-2.5cmの先のとがった卵形で、地面近くに互生する。濃緑色の地に白い網目状の斑が入り、この様子がウズラの羽の模様に似ていることが名前の由来となっている。模様には個体差があり、美しいものは「錦蘭」と呼ばれ珍重される。
花期は8-9月。茎の高さは12-25cmになり、花序に7-12個の、鳥が翼を広げたような形をした薄いピンク色の小花が、一方向に偏って咲く。花柄や花には細かい毛が密生する。

## 分布
日本では、北海道、本州、四国、九州、琉球諸島（奄美大島以北）に分布し、冷温帯から亜熱帯の林下に生育する。世界では、朝鮮半島、台湾、中国大陸、ヒマラヤ、スマトラ島に分布する。和名に「深山」と付くが、人里近い山林でも見られる。

## 種の保全状況評価
群馬県と東京都では絶滅危惧I B類(EN)に指定されている。環境省としての、レッドリストの指定はない。

## ギャラリー
- 花茎と萼片に細かい毛が密生し、側萼片は左右に開く。
- 花は一方に偏ってつく。
- 葉に網目状の斑が入る。

## 近縁種
- ヒメミヤマウズラ（姫深山鶉） Goodyera repens (L.) R.Br. [4]

北海道など亜寒帯の針葉樹林に生育する。花は小型で、唇弁の内側に毛は無い。